# Thierry Bourguignon
Pour les articles homonymes, voir Bourguignon.
Thierry Bourguignon (né le 19 décembre 1962 à La Mure) est un coureur cycliste français. Il est professionnel de 1990 à 2000.

## Biographie

### Carrière sportive
Thierry Bourguignon commence sa carrière professionnelle en 1990 au sein de l'équipe Toshiba. En 1991, pour son premier Tour de France, il termine deuxième de la 18e étape à Morzine derrière Thierry Claveyrolat, après une longue échappée la veille. Il travaille pour ses différents leaders, notamment Tony Rominger.
Malgré son manque de palmarès, il a été l'un des coureurs français les plus populaires avec Richard Virenque. Avec sa gouaille et son franc-parler, Bourguignon était considéré comme le clown du peloton ce qui le rendait très sympathique aux yeux du public et contribuait ainsi à sa très grande popularité.
Lors du Tour de France 1999, avec la complicité de Pierre Salviac, il raconte son tour au travers de l'émission Moi, Thierry Bourguignon, dossard 192 du Tour de France.
Thierry Bourguignon met fin à sa carrière de coureur en 2000. Il demeure au sein de l'équipe BigMat-Auber 93 jusqu'en 2003 en tant que directeur sportif adjoint auprès de Stéphane Javalet.

### Engagement politique et carrière médiatique

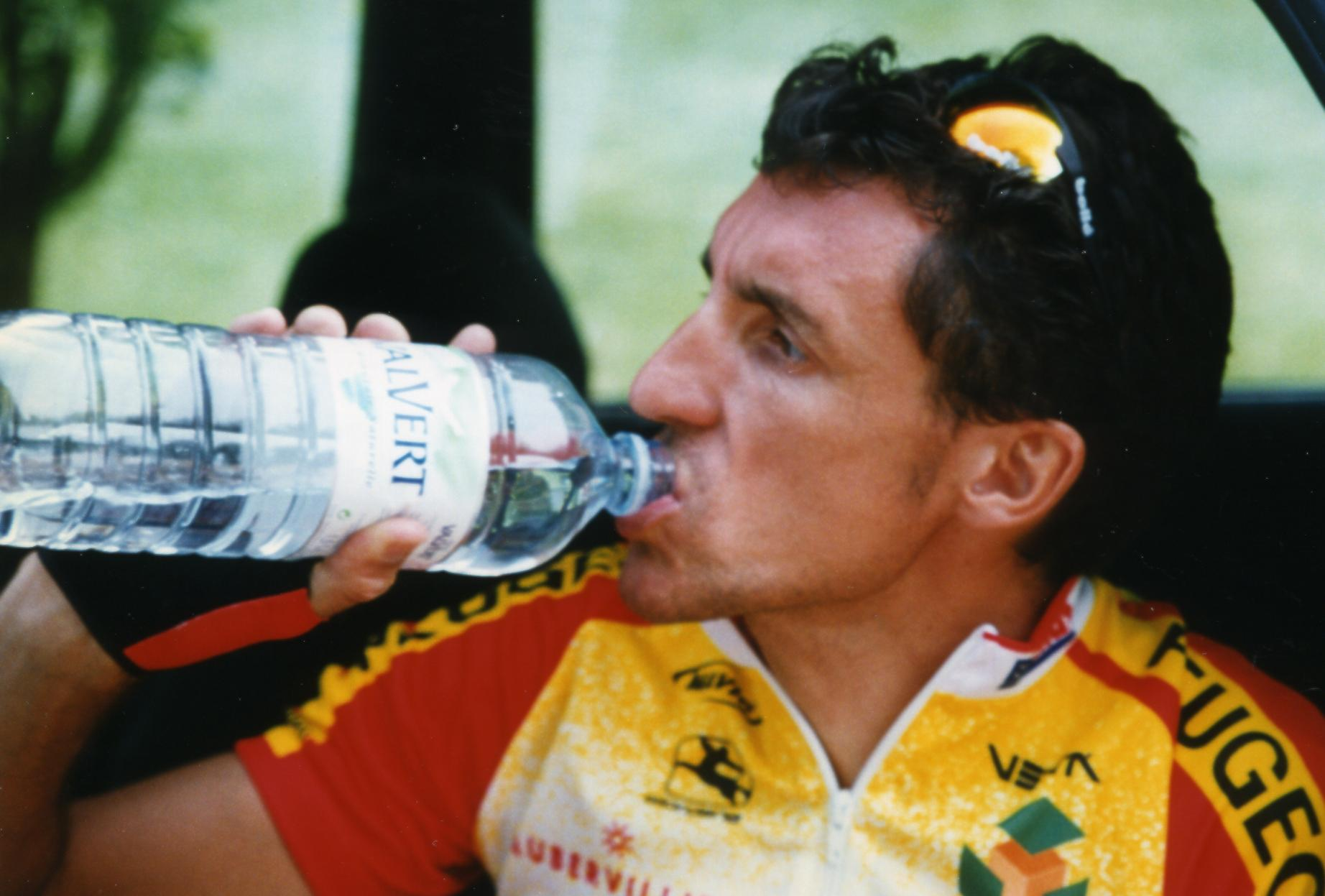
Critérium de Lèves 1997

Lors des élections municipales de 2001, Thierry Bourguignon est élu au conseil municipal d'Avignon sur la liste de Marie-Josée Roig en tant que membre de Génération écologie et devient adjoint au sport. Il ne se représente pas en 2008, estimant « ne pas connaître le monde politique » et que « la politique reste un domaine à part, où votre statut de sportif de haut niveau n'est pas un gage de réussite », « c'était une très bonne expérience mais ça me bouffait totalement. Je passais tous mes week-ends au bord des terrains et les soirées en réunion ». Il cherche notamment à favoriser la fusion entre les clubs de football d'Avignon et d'Arles.
Depuis 2004, il est responsable des ventes de Look pour le sud-est de la France.
Il est aussi consultant RMC pour le Tour de France avec Luc Leblanc et Cyrille Guimard et intervient régulièrement dans Les Grandes Gueules du Sport.
Le Club des Sports des Menuires organise avec sa participation une épreuve cyclosportive appelée « la Bourgui » (11e édition en 2012) dont l'arrivée se situe dans la station de ski des Ménuires en Savoie. Thierry Bourguignon a travaillé pour le service des pistes des Menuires.

## Palmarès

### Palmarès amateur
- 1987
  - 3e de la Ronde de l'Oise
- 1988
  - Tour Nivernais Morvan
  - 2e du Circuit de Saône-et-Loire
  - 2e du Tour du Chablais
  - 3e du Circuit des mines
  - 3e du Tour du Lyonnais
- 1989
  - 2e du Tour Nivernais Morvan

### Palmarès professionnel
| - 1990 - 2e étape du Tour du Vaucluse - 2e du Tour du Vaucluse - 3e de Cholet-Pays de Loire - 1991 - 1re étape de Paris-Nice (contre-la-montre par équipes) - 1993 - Tour du Vaucluse | - 1995 - 2eb étape du Grand Prix du Midi libre - 3e de Cholet-Pays de Loire - 1998 - 8e du Critérium du Dauphiné libéré |  |

## Résultats sur les grands tours

### Tour de France
7 participations
- 1991 : 25e
- 1992 : 29e
- 1993 : 36e
- 1996 : 62e
- 1997 : 28e
- 1998 : 26e
- 1999 : 48e

### Tour d'Italie
2 participations
- 1993 : 25e
- 1994 : abandon (13e étape)

### Tour d'Espagne
1 participation
- 1990 : 37e